# Аэропорт Шереметьево-Северное
Аэропорт Шереметьево-Северное — остановочный пункт Савёловского направления Московской железной дороги. Является тупиковым на ответвлении от главного хода Лобня — Аэропорт Шереметьево. Платформа находится в границах станции Аэропорт Шереметьево, в её северном парке.
Формально остановочным пунктом не является, в связи с чем собственного кода в АСУЖТ не имеет. Пассажирские платформы возле терминалов B, C и D являются платформами станции Аэропорт Шереметьево.

## Строительство
10 июня 2008 года было начато прямое пассажирское сообщение поездов «Аэроэкспресс» между Савёловским вокзалом Москвы и аэропортом Шереметьево. Были специально построены ответвление от основной линии Савёловского направления и железнодорожная станция Аэропорт Шереметьево в аэропорту, находящаяся в южном комплексе около терминала Е.
С мая 2018 года трансфер между терминалом B и терминалами D, E и F осуществляется через межтерминальный переход поездами подземной автоматической линии (автоматизированная система перевозки пассажиров в Шереметьеве).
С 1 июня 2022 года для пассажиров работает Северный терминал «Аэроэкспресс» рядом с терминалами B и C аэропорта Шереметьево.

## Описание
Остановочный пункт имеет три пути и две платформы .